# Kjernfjellstunneln

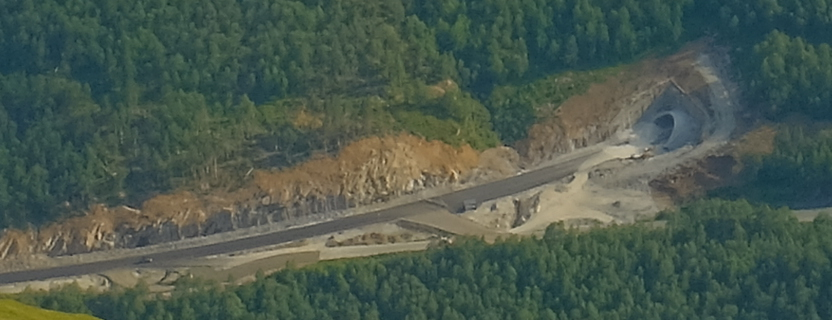
Östra tunnelöppningen av Kjernfjellstunneln.

Kjernfjellstunneln eller Tjernfjellstunneln är en vägtunnel längs norska riksväg 77 mellan Storjord i Saltdals kommun i Nordland fylke och riksgränsen till Sverige. Tunneln går genom Kjernfjellet (Tjernfjellet)  i Junkerdalen. Den är 3248 meter lång och invigdes i oktober 2019.
Den ersatte en farlig vägsträckning och flaskhals längs riksväg 77 mellan E6 i Saltdals kommun i Norge och vid svenska gränsen Riksväg 95 som fortsätter mot Arjeplog.
Tunnelns namn är lite oklart, eftersom namnet på fjället är omdiskuterat. Norska Kartverket och Språkrådet anser att rätt namn är "Kjernfjellet" och att det använts i kartor i 184 år. Invånarna i trakten anser sig ha sagt "Tjernfjellet" i flera generationer. Tjern anses vara Bokmålsnorska vilket inte är vad som traditionellt talats här, trots att de nuvarande invånarna föredrar det.